# Дишко Дишков
Дишко Дишков е български скулптор, известен предимно със своите монументални и пластични скулптури. 
Работи предимно с метал и камък, като неговото изкуство изследва взаимовръзката между формата и пространството и често е вдъхновено от българската история и митология. Сред най-известните му творби са кан Аспарух, кан Алцек (гр. Челе ди Булгерия, Италия), кан Котраг (гр. Самара Русия), генералите Георги и Владимир Вазови (гр. Сопот), ген. Никола Иванов (гр. Свиленград), св. св. Константин и Елена (гр. Пазарджик), бюст-паметник на Васил Левски (гр. Хисаря, гр. Бяла и гр. Костенец).
През 2016 е удостоен с почетния знак на град Сопот.

## Ранен живот и образование
Дишко Дишков е роден през 1970 г. в гр. Карлово. От ранна възраст проявява страст към изкуството. Завършва Средно специално художествено училище за сценични кадри в Пловдив. По-късно продължава обучението си в Академията за изящни изкуства в София със специалност „Художествена обработка на метал“ при проф. Георги Чапкънов. Едновременно с това работи и усъвършенства своите умения в ателието на академик Крум Дамянов.

## Забележителни творби

### Монументални скулптури
Дишко Дишков е създал множество мащабни скулптури, много от които честват българската история, култура и митология. Сред тях са:
- генералите Георги и Владимир Вазови;
- генерал Никола Иванов;[6]
- св. св. Константин и Елена;[7]
- кан Алцек;
- кан Аспарух;
- кан Котраг;[8]
- братята Асеневци;
- тракийски стрелец;[9]
- Спартак;
- Телеф;
- Дионис.

### Пластики
Дишков работи и върху по-малки, детайлни скулптури:
- Васил Левски;
- Димитър Маджаров;
- кан Кубрат.

## Творческа визия и стил
Освен скулптури Дишков създава и широк набор от картини, които често отразяват теми от неговите скулптури, предлагайки по-цветна и лична перспектива към артистичните му идеи.